# Фридрих Баден-Дурлахский
Фридрих, наследный принц Баден-Дурлахский (7 октября 1703 — 26 марта 1732) — сын и наследник Карла III Вильгельма и Магдалены Вильгельмины Вюртембергской.

## Биография
Фридрих Баден-Дурлахский стал наследником, когда его старший брат Карл Магнус умер в 1712 году. Однако Фридрих умер раньше, чем его отец, и поэтому никогда не правил в Дурлахе. Его сын Карл наследовал своему деду.
Он служил в императорской армии. В 1724 году он был назначен полковником, а в 1728 году получил звание генерал-майора. 

## Дети
3 июля 1727 года Фридрих Баден-Дурлахский женился на Амалии Нассау-Дицской (1710—1777), дочери Иоганна Вильгельма Фризо Оранского. У них было два сына:
- Карл Фридрих Баденский (1728—1811), маркграф и позже герцог Бадена
- Вильгельм Людвиг Баден-Дурлахский (1732—1788)